# Temósachi
Temósachi är en kommun i Mexiko.   Den ligger i delstaten Chihuahua, i den nordvästra delen av landet, 1 400 km nordväst om huvudstaden Mexico City. Antalet invånare är 6 319. Arean är 5 362 kvadratkilometer.
Terrängen i Temósachi är kuperad österut, men västerut är den bergig.
Följande samhällen finns i Temósachi:
- Cocomorachic
- Babícora de Conoachic
- La Concha
- Agua Caliente de Tutuaca